# Zappeys vliegenvanger
De Zappeys vliegenvanger (Cyanoptila cumatilis) is een vliegenvanger uit het geslacht Cyanoptila van zangvogels uit de familie van de vliegenvangers (Muscicapidae). Het is een endemische vogelsoort in Midden-China, die tot 2012 werd beschouwd als een ondersoort van de blauw-witte vliegenvanger.

## Kenmerken
De Zappeys vliegenvanger lijkt sterk op de blauw-witte vliegenvanger, maar het mannetje is meer ultramarijn tot azuur of turquoise blauw en het zwart op de keel is blauw.

## Verspreiding
De soort broedt in Midden-China en overwintert in Zuidoost-Azië.